# Astragalus tarchankuticus
Astragalus tarchankuticus är en ärtväxtart som beskrevs av Antonina Georgievna Borissova. Astragalus tarchankuticus ingår i släktet vedlar, och familjen ärtväxter. Inga underarter finns listade i Catalogue of Life.